# Ciuacoatl Mons
Il Ciuacoatl Mons è una struttura geologica della superficie di Venere.